# Micropsectra auvergnensis
Micropsectra auvergnensis är en tvåvingeart som beskrevs av Reiss 1969. Micropsectra auvergnensis ingår i släktet Micropsectra och familjen fjädermyggor. Inga underarter finns listade i Catalogue of Life.